# 캐틀린 아스
캐틀린 아스(에스토니아어: Kätlin Aas, 1992년 12월 26일 ~ )는 에스토니아의 모델이다.